# 滇南关木通
滇南关木通（学名：Isotrema austroyunnanense）为马兜铃科关木通属的植物，是中国的特有植物。分布于中国大陆的云南、广西等地，生长于海拔1,900米的地区，一般生长在石灰岩山林中，目前尚未由人工引种栽培。
其种加词“austroyunnanensis”意为“滇南的”。
上部花被管约为下部花被管长的一半; 檐部暗紫色具亮黄色辐射状条纹; 喉口黄色。